# 생활비 벌기
《생활비 벌기》(영어: Making a Living)는 1914년, 초기 무성 영화 시절에 제작된 코미디 영화이다. 키스톤 스튜디오에 제작된 영화로 감독은 헨리 레만이 맡았다.
이 영화는 찰리 채플린이 처음 출연한 영화라는 점에서 가치가 있는 영화이다. 당시 키스톤 스튜디오의 실력자였던 맥 세넷의 눈에 띄어 프레드 카노 극단의 배우에서 영화배우로 시작한 채플린은 이후에 할리우드 최고의 스타가 된다.
영화의 줄거리는 어떤 사기꾼이 한 기자를 계속 속이면서 벌어지는 해프닝이다. 영화시간은 15분이다.

## 캐스팅
- 찰리 채플린 - 사기꾼
- 버지니아 키틀리 - 딸
- 앨리스 데벤포트 - 딸의 어머니
- 헨리 레만 - 기자
- 민타 듀히 - 여자
- 체스터 콘크린 - 경찰 / 거지

## 채플린에 대허서
찰리 채플린의 유명한 리틀 트램프 복장은 여기에서는 나오지 않는다. 리틀 트램프 복장은 채플린이 다음에 찍은 영화인 <베니스의 어린이 자동차 경주>에 나온다.

## 같이 보기
- 찰리 채플린의 영화 목록